# Marian Zakalnytsky
Marian Ihorovych Zakalnytsky –en ucraniano, Мар'ян Ігорович Закальницький– (Verjnia, 19 de agosto de 1994) es un deportista ucraniano que compite en atletismo, especialista en la disciplina de marcha. Ganó una medalla de oro en el Campeonato Europeo de Atletismo de 2018, en la prueba de 50 km marcha.

## Palmarés internacional
| Campeonato Europeo | Campeonato Europeo | Campeonato Europeo | Campeonato Europeo |
| Año                | Lugar              | Medalla            | Prueba             |
| ------------------ | ------------------ | ------------------ | ------------------ |
| 2018               | Berlín (Alemania)  | Medalla de oro     | 50 km marcha       |